# Pierriá Henry
Pierriá Henry (South Charleston, Virginia Occidental, 20 de enero de 1993) es un jugador de baloncesto estadounidense nacionalizado senegalés que actualmente se encuentra sin equipo, sancionado por dopaje. Con 1,96 metros de estatura, juega indistintamente en las posiciones de base o escolta.

## Trayectoria deportiva

### Universidad
Jugó durante cuatro temporadas con los 49ers de la Universidad de Carolina del Norte en Charlotte, en las que promedió 10,1 puntos, 4,9 rebotes, 4,6 asistencias y 2,4 robos de balón por partido. En su primera temporada fue incluido en el segundo mejor quinteto de rookies de la Atlantic 10 Conference, mientras que al año siguiente lo era en el mejor quinteto defensivo. Tras el cambio de conferencia en 2014, fue incluido los dos años siguientes tanto en el tercer mejor quinteto de la Conference USA como en el mejor quinteto defensivo de la misma. Acabó su carrera como el líder histórico en número de asistencias de su universidad, con 566, y de robos de balón, con 296.

### Profesional
Tras no ser elegido en el Draft de la NBA de 2015, disputó con los Houston Rockets las Ligas de Verano de la NBA. El 4 de septiembre fichó por el BC Vita Tbilisi de Georgia, que disputaba la VTB United League, pero solo disputó 11 partidos, en los que promedió 13,8 puntos, 6,6 rebotes y 6,2 asistencias, abandonando el equipo para fichar por el Ratiopharm Ulm de la Basketball Bundesliga. Allí acabó la temporada, jugando como suplente, con 6,3 puntos y 3,7 rebotes por partido.
Tras no renovar contrato con el equipo alemán, en agosto de 2016 fichó por el Hapoel Eilat de la liga israelí por una temporada.
En junio de 2017 firmó por el Tofaş Bursa turco por una temporada, en la que llegó a disputar el play off final de la liga de Turquía ante el Fenerbahçe, perdiendo por un global de 4-1.
En julio de 2018 se incorporó a las filas del UNICS Kazán, con un contrato de un año. En su temporada en el club ruso llegó a las semifinales de la Eurocup 2018-19, proclamándose MVP de la fase regular de la misma.
En agosto de 2019 fichó por el Baskonia. En su primera temporada, se convierte en jugador clave para conseguir el título de liga. Su rendimiento fuera y dentro de la pista es muy influyente, dejando buenas jugadas en 1x1. En su segunda temporada en el equipo baskonista, se convirtió en un jugador referente a nivel euroliga. En Baskonia jugaba de base pero también podía hacerlo de combo junto con el argentino Luca Vildoza.
El 25 de junio de 2021, se confirma su fichaje por el Fenerbahçe de la Basketbol Süper Ligi turca.
El 23 de octubre de 2022, firma por el Saski Baskonia de la Liga ACB. El 10 de enero de 2023 disputa su último partido para los vitorianos tras ser apartado del equipo por irregularidades en un control antidopaje.
El 21 de febrero de 2024 la FIBA sanciona a Pierriá Henry a cuatro años sin poder jugar ningún partido oficial (hasta el 13 de enero de 2027) por utilizar 'métodos prohibidos' relacionados con el dopaje.